# Hugo Winckler
Hugo Winckler (4 de juliol de 1863, Gräfenhainchen, Saxònia - 19 d'abril 1913, Berlín) va ser un arqueòleg i historiador alemany que va descobrir la capital de l'imperi hitita (Hattusa) al Boğazkale, Turquia.
Winckler era un estudiant de les llengües de l'antic Orient Mitjà. Va escriure molt sobre Escriptura cuneïforme d'Assíria i l'Antic Testament, va compilar una història de Babilònia i els assiris que va ser publicat l'any 1891, i va traduir el Codi de Hammurabi i les cartes d'Amarna. El 1904, va ser nomenat professor de llengües orientals a la Universitat de Berlín.
Winckler va iniciar les excavacions a Boğazkale el 1906 amb el suport de la Societat Alemanya d'Orient. Les seves excavacions van revelar un arsenal de milers de tauletes d'argila endurida, molts d'ells escrits en la desconeguda llengua hitita heretofor, que va permetre a Winckler dibuixar un esquema preliminar de la història hitita en els segles 14 i 13 abans de Crist. Winckler va continuar les excavacions en el lloc fins al 1912, temps durant el qual les seves troballes van demostrar que la ciutat va ser la capital d'un gran imperi.

## Obres
- Die Sargons Keilschrifttexte, 1.889 Text en línia
- Untersuchungen zur Geschichte altorientalischen, 1.889 Text en línia
- Und Geschichte Babyloniens Assyriens, 1892 traducció Text en línia, 1907)
- Alttestamentlichte Untersuchungen, 1.892 Text en línia.
- Geschichte d'Israel, 1898
- Gesetze Hammurabis, 1904
- Die jüngsten Panbabylonism Der Kampf més, 1907 Text en línia
- Die Geisteskultur babylonische, 1908 Text en línia